# Petr Moravec
Petr Moravec (* 22. března 1974, České Budějovice) je českobudějovický krajinářský amatérský fotograf.

## Život
Petr Moravec se po studiu věnoval povolání kuchaře, ale nyní (rok 2019) pracuje pro bezpečností agenturu. Žije v Českých Budějovicích. Ve svém volném čase se amatérsky věnuje fotografování především přírody a krajiny a to zejména té šumavské. Spolupracuje s Českobudějovickým deníkem. Svoje fotografické dovednosti se naučil od dvou českobudějovických fotografů: Jaroslava Sýbka (ČTK, MF Dnes, jihočeské Deníky) a Zdeňka Rubeše (ČTK). Snímky Petra Moravce jsou k vidění na výstavách veletrhů ArtFest v Českých Budějovicích, v českobudějovické Horké vaně (kulturní klub s jevištěm, samostatnou kavárnou a s galerií) nebo v památkově chráněné historické budově v restauraci Masné krámy (v Galerii štamgastů) rovněž v Českých Budějovicích.

## Vybrané akce
- Do českobudějovických kostelů instaloval některé své velkoformátové barevné fotografie.[3]
- Na přelomu července a srpna (od pondělí 24. srpna 2020 do soboty 5. září 2020) byly velkoformátové barevné šumavské snímky Petra Moravce (jak ty z knihy Šumava poetická a kouzelná, tak i další z dosud nezveřejněné kolekce) vystaveny na celoměstské fotografické výstavě Boží doteky Šumavy v deseti lokalitách města České Budějovice.[3]